# Бородаев, Валерий Васильевич
Валерий Васильевич Бородаев (род. 17 октября 1951) — государственный деятель, член Совета Федерации (1996—1997), председатель Астраханского областного Представительного Собрания (1994—1997).

## Биография
Родился 17 октября 1951 года. Окончил Астраханский технический институт рыбной промышленности и хозяйства в 1973 году и Саратовскую ВПШ в 1984 году. Работал главным инженером Судоремонтно-судостроительного завода им. 30-й годовщины Октябрьской Революции.
В 1994 году избран председателем новоучреждённого Астраханского областного Представительного Собрания. С января 1996 года по должности являлся членом Совета Федерации Федерального Собрания РФ, членом Комитета по вопросам экономической политики, член Комитета по регламенту и парламентским процедурам, член Объединённой комиссии по координации законодательной деятельности.